# Herminium lanceum
Herminium lanceum är en orkidéart som först beskrevs av Carl Peter Thunberg och Olof Swartz, och fick sitt nu gällande namn av Vuijk. Herminium lanceum ingår i släktet honungsblomstersläktet, och familjen orkidéer. Inga underarter finns listade i Catalogue of Life.